# الشركة الجهوية للنقل بنابل

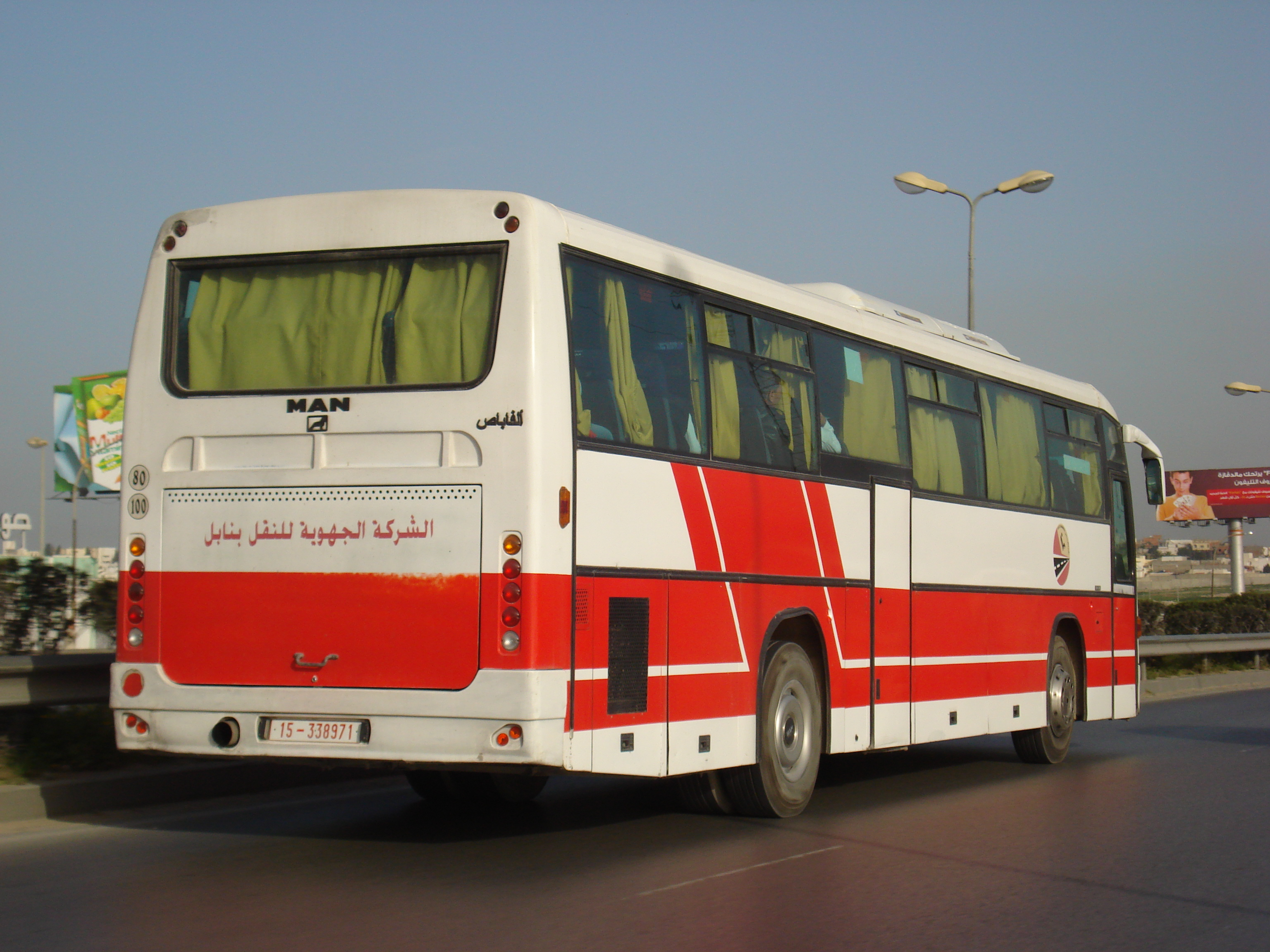
حافلة تابعة للشركة الجهوية للنقل بنابل

شعار الشركة الجهوية للنقل بنابل

الشركة الجهوية للنقل بنابل شركة حكومية للنقل العمومي الجماعي للمسافرين. وهي تؤمن الرحلات بين ولايتي نابل وزغوان، وفيهما، وبينهما ومدينة تونس.